# 慕容臧
慕容臧（?—?），一名咸，昌黎郡棘城县（今辽宁省锦州市义县西北）人，前燕宗室，慕容儁之子，慕容暐的庶兄。封乐安王。
367年，太宰慕容恪临终前，遗嘱慕容臧推荐慕容垂辅政，太傅慕容评不听。370年，前秦来攻前燕，慕容臧受命率十万精兵援救金墉城，在石门击破秦军，进屯荥阳，被秦将梁成击败，退回。十一月，邺城被秦军攻下，他和慕容暐投奔龙城，前燕灭亡。